# Vaartha
Vaartha (Nederlands: Nieuws) is een Telugu-dagblad, dat uitkomt in de Indiase deelstaten Andhra Pradesh en Telangana. De krant werd in 1996 opgericht door Girish Sanghi, het blad verscheen voor het eerst op 1 maart van dat jaar. De krant wil het functioneren van de overheid kritisch volgen. Het dagblad verschijnt in negentien edities. De oplage is 812.000 exemplaren, het aantal lezers is vijf miljoen (2012/2013). De krant is gevestigd in Haiderabad.